# Altruizam
Altruizam je naklonost i ponašanje kojem je cilj pomaganje drugome u kojem se ne očekuje neka vrsta nagrade od drugih. To je ono ponašanje koje se obično opisuje kao “nesebično” jer su interesi drugih stavljeni iznad vlastitih interesa. Altruistični postupci su svjesni i sadrže namjeru da se nekome pomogne i zahtijevaju određeno žrtvovanje ili odricanje. Stoga bi, prema ovome određenju, altruističko ponašanje bio jedna posebna vrsta prosocijalnog ponašanja. Altruizam je suprotnost sebičnosti.